# Nematopsis duorari
Nematopsis duorari is een soort in de taxonomische indeling van de Myzozoa, een stam van microscopische parasitaire dieren. Het organisme komt uit het geslacht Nematopsis en behoort tot de familie Porosporidae. Nematopsis duorari werd in 1966 ontdekt door Kruse.